# Vita coi figli
Pour plus de détails, voir Fiche technique et Distribution.
Vita coi figli est un téléfilm italien en deux parties réalisé par Dino Risi. Produit en Italie entre 1989 et 1990, mettant en vedette Giancarlo Giannini, Monica Bellucci et Corinne Cléry, il est diffusé en première partie de soirée sur Canale 5 les 28 et 29 mai 1991.

## Synopsis
Adriano Setti est un entrepreneur d'âge moyen qui est tellement occupé par son travail qu'il n'a pas beaucoup de temps à consacrer à sa famille.
Cependant, lorsque sa femme meurt dans un accident de voiture, il est contraint de s'occuper de leurs cinq enfants, dont il ignorait presque tous les problèmes, liés à leurs différentes tranches d'âge. Sa maîtresse Valeria lui vient en aide au début.
La vie d'Adriano est alors bouleversée par une rencontre fortuite avec Elda, une belle jeune fille qui a à peu près le même âge que ses enfants aînés et une trentaine d'années de moins que lui. Ils tombent amoureux l'un de l'autre et c'est pour lui l'occasion de vivre une nouvelle jeunesse.

## Fiche technique
- Titre original italien : Vita coi figli[1],[2]
- Réalisation : Dino Risi
- Scénario : Dino Risi, Ennio De Concini
- Photographie : Luigi Kuveiller
- Montage : Alberto Gallitti
- Musique : Stelvio Cipriani
- Décors : Ennio Michettoni
- Costumes : Annabruna Gola
- Production : Enrico Vanzina, Carlo Vanzina
- Société de production : Reteitalia, International Video 80
- Pays de production :  Italie
- Langue de tournage : italien
- Format : Couleur - 1,33:1 - Son mono
- Durée : 176 minutes (3 h 16)
- Genre : Drame passionnel
- Date de diffusion :
  - Italie : 28 et 29 mai 1991 (Canale 5)[3]

## Distribution
- Giancarlo Giannini :  Adriano Setti
- Monica Bellucci : Elda
- Corinne Cléry : Valeria
- Laura Linguiti : Maria Luisa
- Tamara Donà : Francesca
- Gualberto Parmeggiani : le playboy
- Nicola Farron :
- Maria Moretti :
- Valeria Ciangottini :
- Giampiero Bianchi :
- Maurizio Fardo :
- Maria Moretti :
- Leonardo Dozio :
- Giacomo Costantinopoli :
- Christian Ferro :
- Gabriel Garko :